# Syrynia
Syrynia (německy Syrin) je vesnice v gmině Lubomia v okrese Wodzisław (powiat wodzisławski) ve Slezském vojvodství (województwo šląskie) v jižním Polsku. Nachází se jihozápado-západně od města Pszów.

## Historie
Tvrvalé osídlení Syrynie se datuje do osmého století, avšak poprvé je Sýrie písemně zmíněna až v roce 1303–1305.

## Další informace
Vesnice je sídlem sołectwa a dělí se na části Dąbrowa, Kampa, Kopiec, Nowy Świat, Szpluchów a Wypandów. Vesnicí protéká potok Syrynka a v minulosti zde bylo také nádraží.

## Galerie

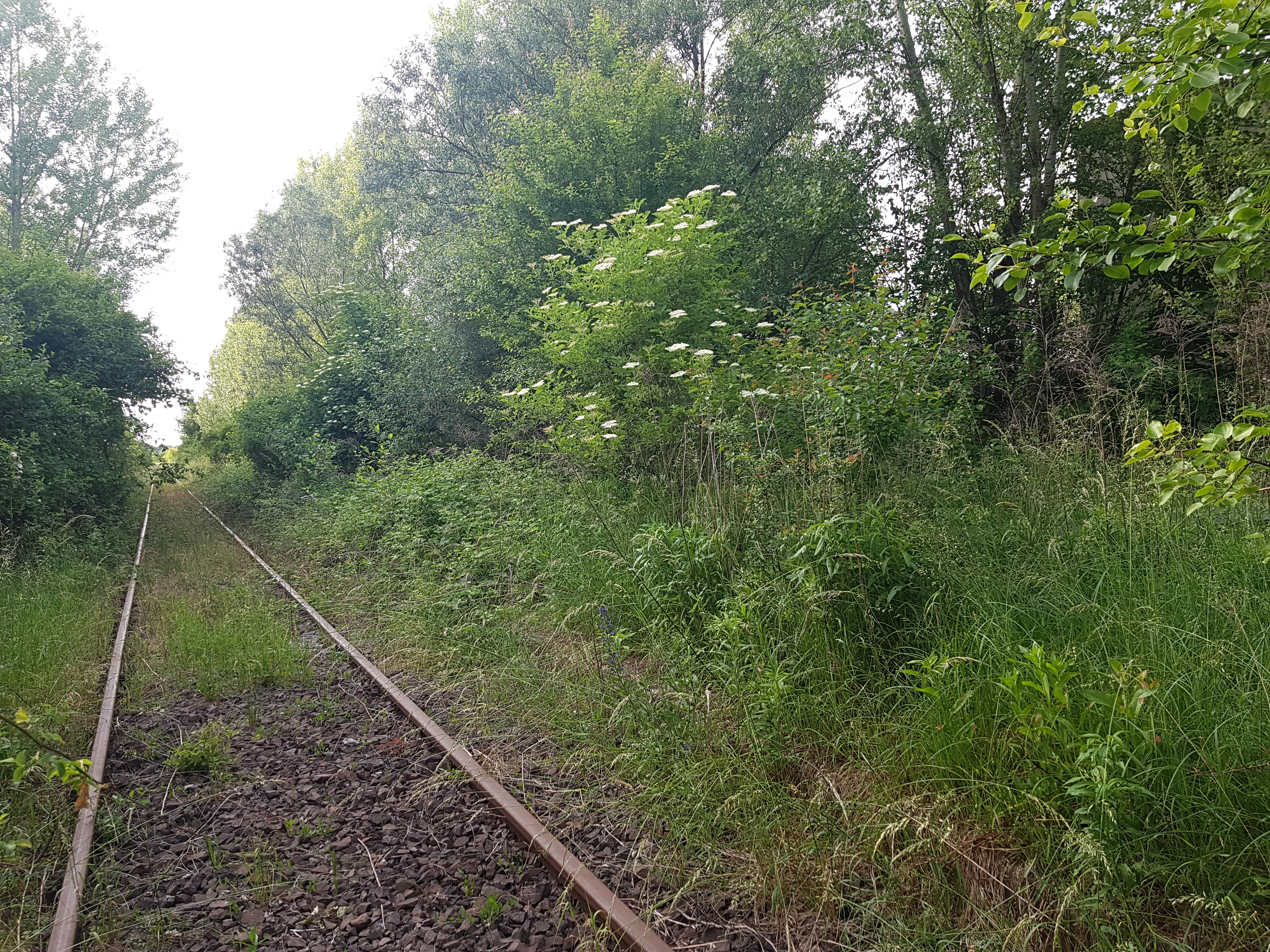
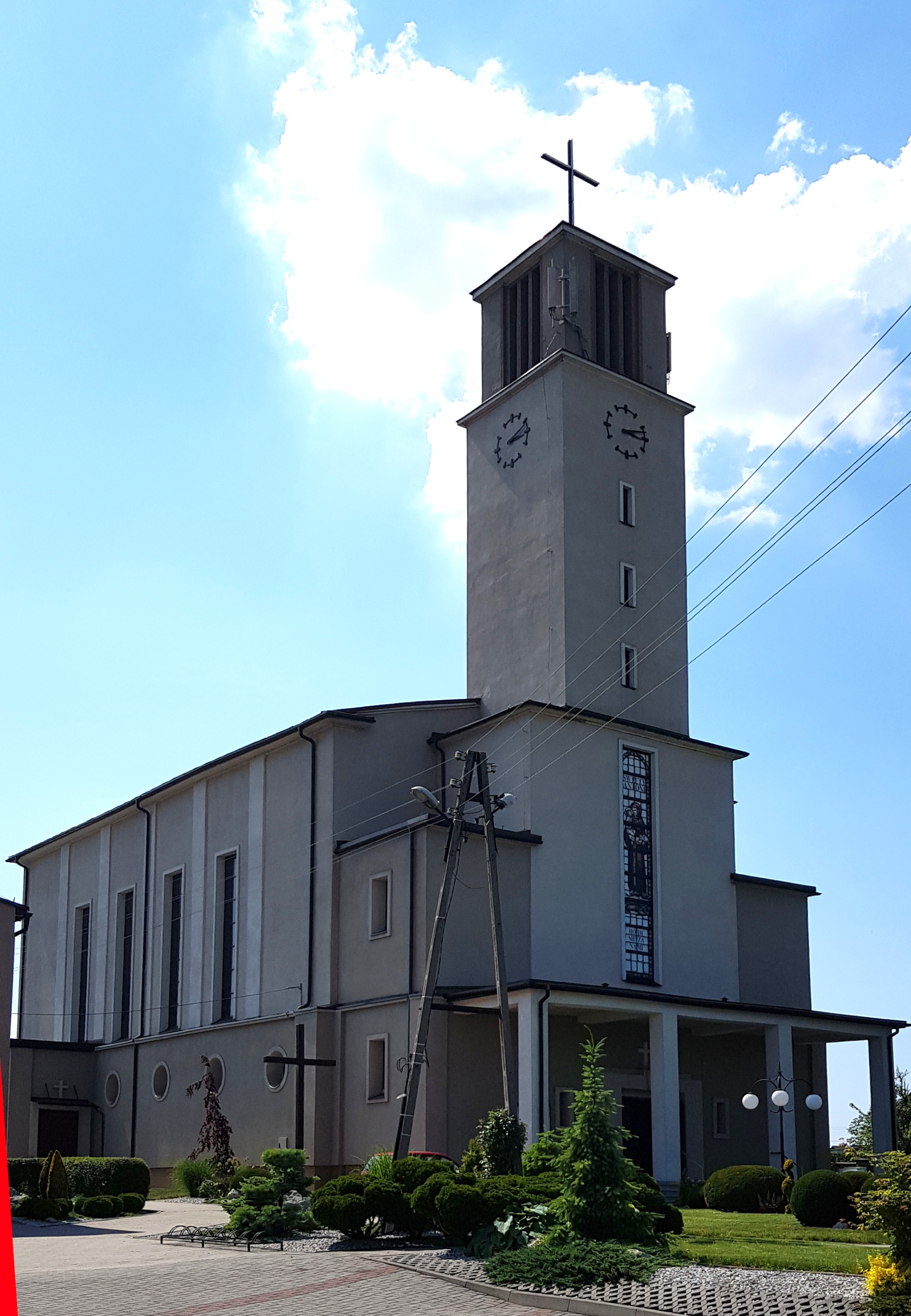
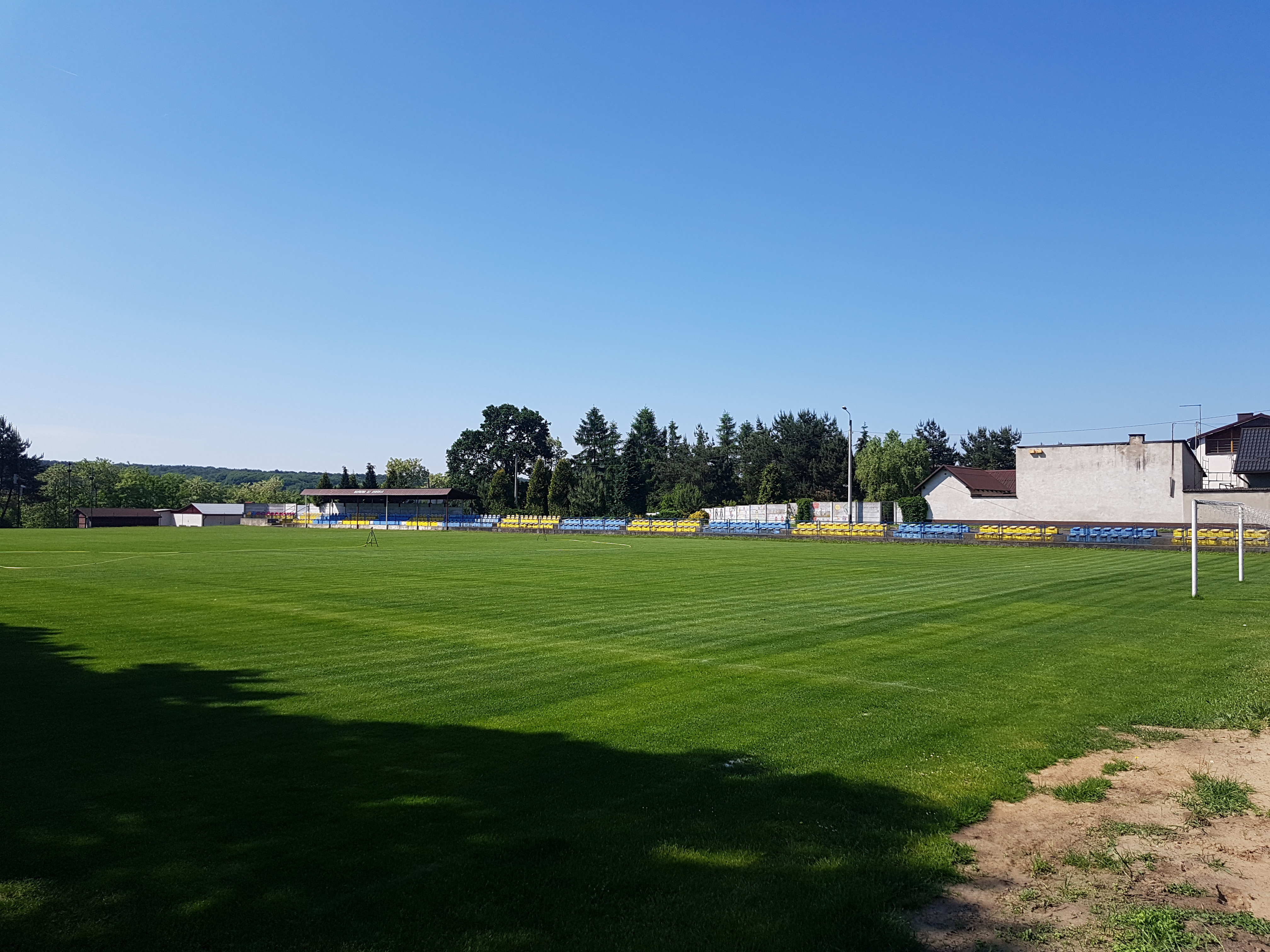